# 駐宏都拉斯外交機構列表

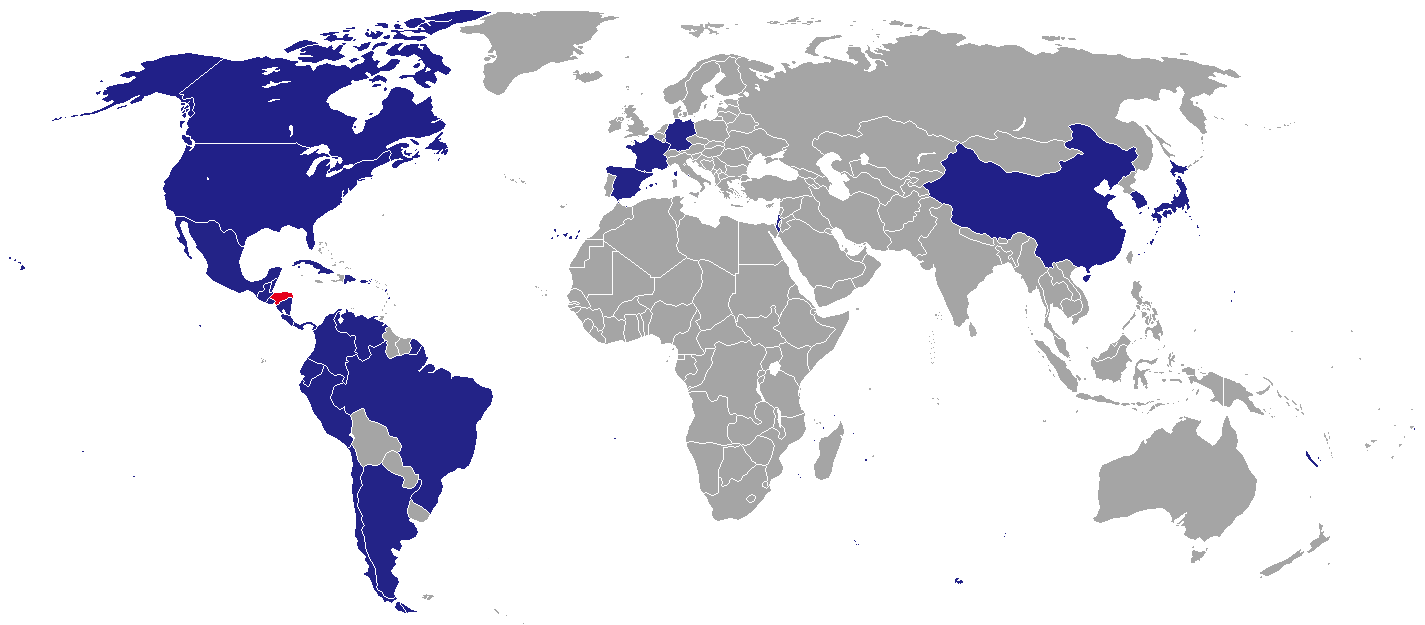
在宏都拉斯常設外交機構的國家一覽
宏都拉斯
在宏都拉斯常設外交機構的國家

駐宏都拉斯外交機構列表列出了各國駐在洪都拉斯的外交代表機構，包含大使館、領事館及代表處等。該國首都特古西加尔巴一共駐有26間大使館。

## 大使館

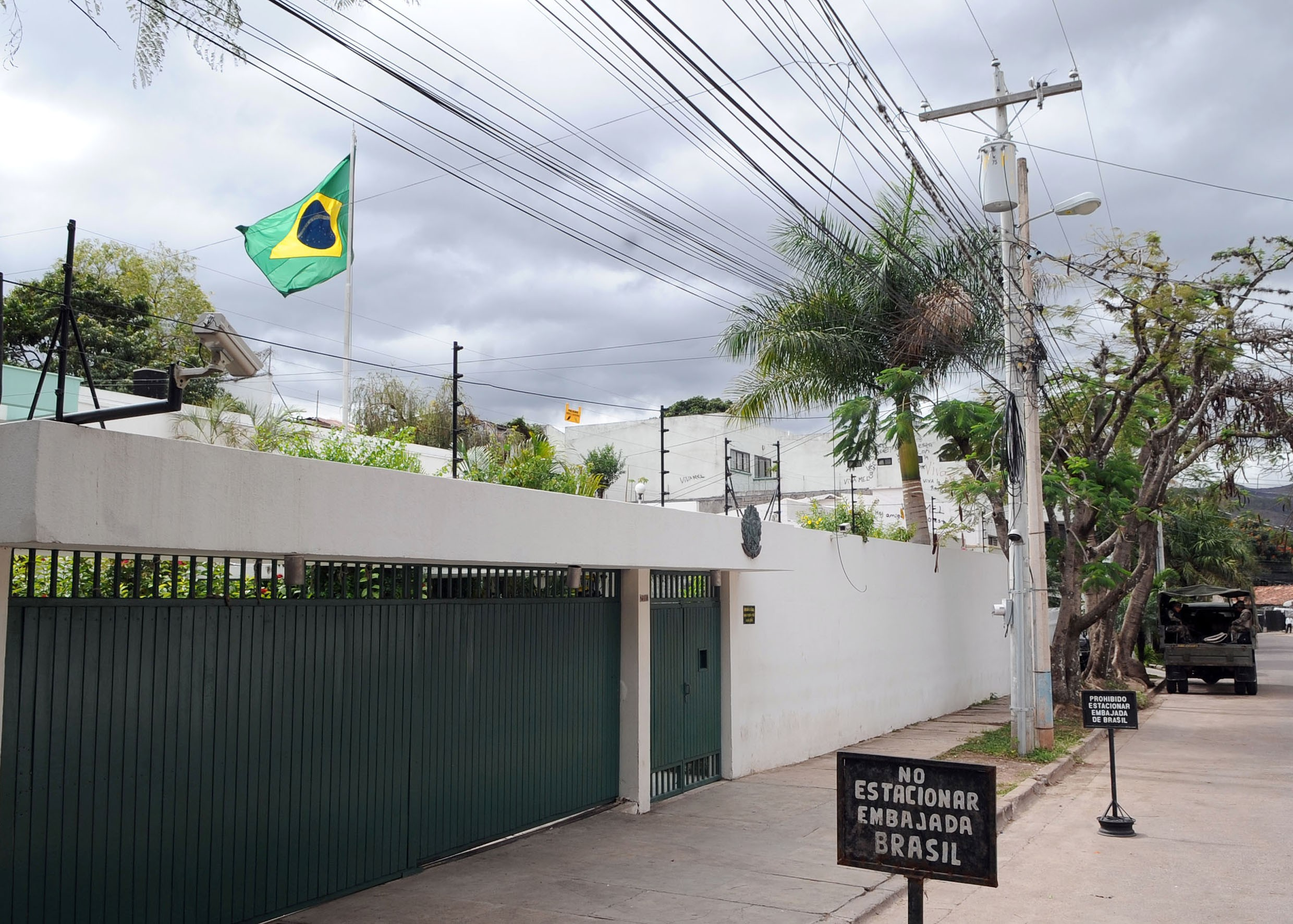
巴西駐宏都拉斯大使館

駐於特古西加尔巴：
- 阿根廷
- 巴西
- 智利
- 中国
- 哥伦比亚
- 古巴
- 薩爾瓦多
- 法國
- 德国
- 聖座
- 以色列
- 日本
- 墨西哥
- 尼加拉瓜
- 巴拿马
- 秘魯
- 馬爾他騎士團
- 西班牙
- 美国
- 委內瑞拉

## 辦公室
- 加拿大
- 瑞士（瑞士合作辦公室）

## 總領事館
駐於喬盧特卡：
- 薩爾瓦多

駐於圣佩德罗苏拉：
- 薩爾瓦多
- 墨西哥
- 美国（領事代理處）[1]
- 乌拉圭 [2]

## 非常駐
駐於危地马拉的瓜地馬拉市：
- 加拿大
- 埃及
- 印度
- 義大利
- 摩洛哥
- 瑞典
- 土耳其
- 英国
- 乌拉圭

駐於尼加拉瓜的馬拿瓜：
- 伊朗
- 巴勒斯坦
- 俄羅斯

駐於墨西哥的墨西哥城：
- 阿尔及利亚
- 比利时
- 希腊
- 芬兰
- 伊拉克
- 约旦
- 科威特
- 利比亞
- 黎巴嫩
- 马来西亚
- 挪威
- 新西兰
- 葡萄牙
- 菲律賓
- 塞爾維亞
- 沙烏地阿拉伯
- 泰國
- 越南

駐於巴拿马的巴拿馬城：
- 印度尼西亞
- 科索沃
- 巴拉圭

駐於其他地方：
- 巴林（华盛顿特区）
- 中非（纽约）
- 柬埔寨（哈瓦那）
- 多米尼克（哈瓦那）
- 几内亚（哈瓦那）
- （纽约）
- 愛爾蘭（纽约）
- 冰島（渥太華）
- （哈瓦那）
- （纽约）
- （哈瓦那）
- （哈瓦那）
- 馬爾地夫（纽约）
- 波蘭（聖荷西）
- （聖薩爾瓦多）
- （纽约）
- 叙利亚（哈瓦那）
- 塞内加尔（哈瓦那）
- 苏丹（纽约）
- 新加坡（新加坡）
- 南蘇丹（纽约）
- 多哥（华盛顿特区）
- （华盛顿特区）
- 突尼西亞（华盛顿特区）
- 坦桑尼亚（哈瓦那）
- 阿联酋（聖荷西）
- 葉門（华盛顿特区）
- 辛巴威（华盛顿特区）
- 尚比亞（华盛顿特区）

## 原有的機構
- 中華民國（臺灣）
  - 特古西加尔巴（大使館）
  - 圣佩德罗苏拉（總領事館（日语：在サン・ペドロ・スーラ中華民国総領事館））

## 外部連結
- Tegucigalpa Diplomatic List （页面存档备份，存于）